# 過海隧道巴士613線

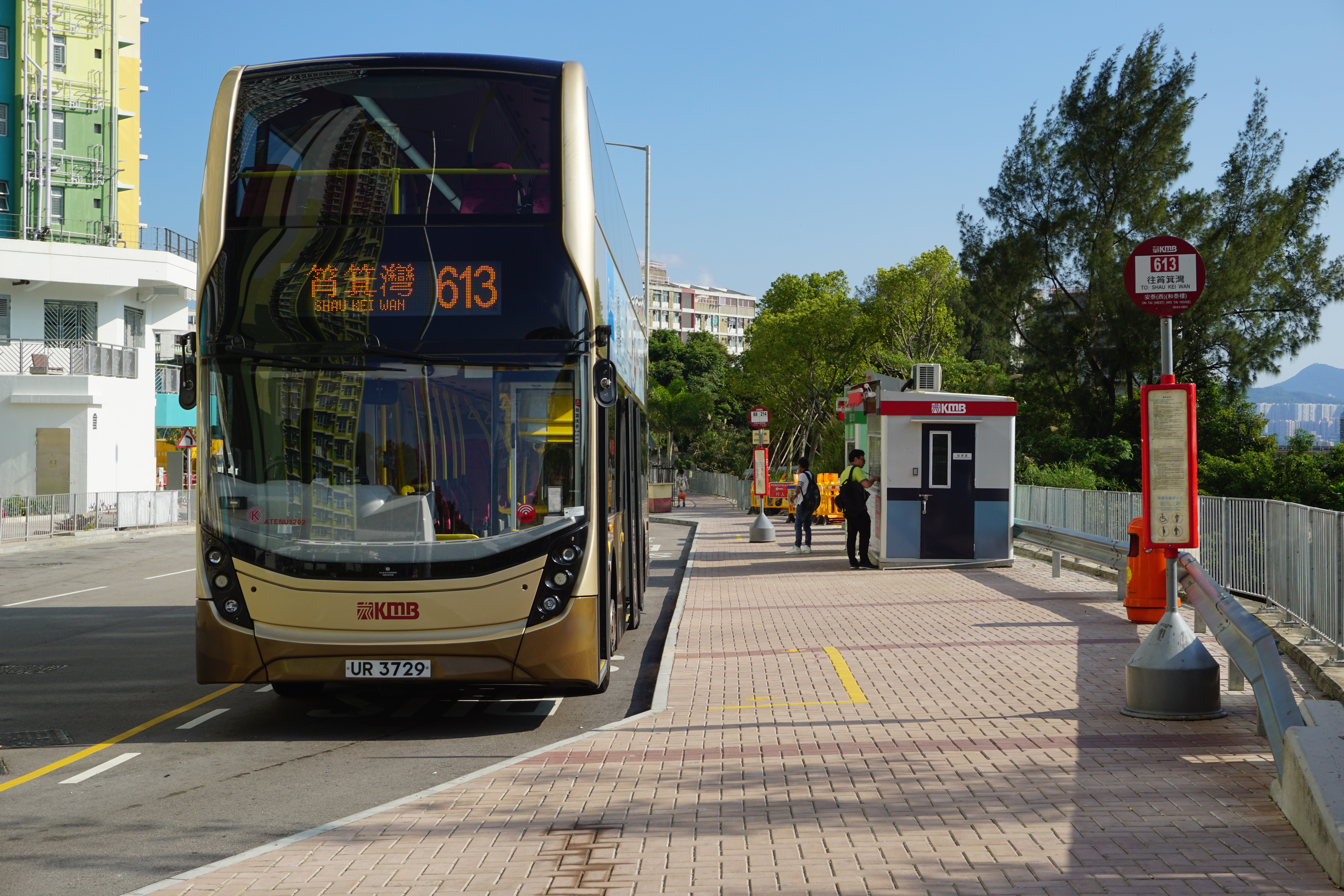
安泰（西）巴士總站

過海隧道巴士613線 ，由九巴營運，來往安泰（西）及筲箕灣，途經安達、寶達、秀茂坪、藍田、油塘、北角、鰂魚涌、太古城及西灣河。
過海隧道巴士613A線，是613線的特別班次，來往安泰（西）及杏花邨，途經安達、寶達、秀茂坪、藍田站、北角、鰂魚涌、太古城、西灣河、筲箕灣、柴灣及小西灣，只於平日星期一至五繁忙時間服務。

## 歷史
因應安達臣道公共房屋發展計劃之樓宇接近落成，運輸署於2015年1月8日向觀塘區議會交通及運輸委員會發表《安達臣道公共房屋發展計劃公共運輸服務的建議安排》，建議開辦6條全新路線，其中4條擬以公開招標決定營辦公司。此路線為其中之一，當時建議只於早晚繁忙時間單向服務。2016年1月11日，運輸署宣佈，安達臣道發展區四條新路線均由九巴投得，其中本線改為全日服務；而介乎碧雲道至東區海底隧道一段行車路線則改經高俊苑、高怡邨和鯉魚門廣場（與603線相同），並非原有方案的高超道北段近佛教何南金中學，最終路線編號定為613。
- 2017年4月18日：613線投入服務。[4][5]
- 2017年7月15日：配合安泰邨入伙，由安達延長至安泰（西）[6]：
  - 往安泰（西）方向增設安秀道「愛達樓」及「錦泰樓」站，不經安達總站；
  - 往筲箕灣方向增設安秀道安泰總站對面之「安泰邨」站及「愛達樓」站。
- 2019年12月30日：往安泰方向遷移「新威園」站至「太古坊」站[7]。
- 2021年8月23日：613A線投入服務。[8][9]
- 2023年2月27日：613A線上午班次增至3班，並增設下午回程班次2班[10] 。

## 服務時間及班次
613
| 安泰（西）開     | 安泰（西）開 | 安泰（西）開 | 筲箕灣開         | 筲箕灣開    | 筲箕灣開     |
| 日期             | 服務時間     | 班次（分鐘） | 日期             | 服務時間    | 班次（分鐘） |
| ---------------- | ------------ | ------------ | ---------------- | ----------- | ------------ |
| 星期一至五       | 05:40-13:05  | 15-20        | 星期一至五       | 06:00-15:15 | 25-30        |
| 星期一至五       | 13:05-23:40  | 25-30        | 星期一至五       | 15:15-19:05 | 15-20        |
| 星期一至五       | 13:05-23:40  | 25-30        | 星期一至五       | 19:05-00:00 | 20-25        |
| 星期六           | 05:40-07:40  | 30           | 星期六           | 06:00-15:15 | 25-30        |
| 星期六           | 07:40-20:10  | 20-25        | 星期六           | 15:15-20:00 | 20-25        |
| 星期六           | 20:10-23:40  | 30           | 星期六           | 15:15-20:00 | 20-25        |
| 星期日及公眾假期 | 05:40-07:40  | 30           | 星期日及公眾假期 | 06:00-16:55 | 20           |
| 星期日及公眾假期 | 07:40-20:10  | 20-25        | 星期日及公眾假期 | 16:55-00:00 | 20-25        |
| 星期日及公眾假期 | 20:10-23:40  | 30           | 星期日及公眾假期 | 16:55-00:00 | 20-25        |

613A
- 星期一至五：
  - 安泰（西）開：06:45、07:15、07:40
  - 杏花邨開：17:20、17:50

星期六、日及公眾假期不設服務

## 收費
613(A)
全程：$11.4
- 興田邨往筲箕灣： $10.9（只適用於613線）
- 過東區海底隧道後往筲箕灣（613）／杏花邨（613A）：$5.3
- 過東區海底隧道後往安泰（西）：$6.7

| - 本線設有12歲以下小童及65歲或以上長者半價優惠。 - 65歲或以上香港居民使用「樂悠咭」，以及12歲以下合資格殘疾兒童使用「殘疾人士身份」個人八達通繳付車資，均可享有每程$2.0或半價（以較低者為準）的票價優惠；12至64歲合資格殘疾人士使用「殘疾人士身份」個人八達通（包括「樂悠咭」），以及60至64歲香港居民使用「樂悠咭」繳付車資，均可享有每程$2.0或全費（以較低者為準）的票價優惠。 - 65歲或以上長者如使用長者或一般個人八達通繳付車資，則只可享有半價優惠；12至64歲合資格殘疾人士如不使用「殘疾人士身份」個人八達通，以及60至64歲人士如不使用「樂悠咭」繳付車資，必須繳付全費。 - 乘客可以現金或八達通於上車時付款，不設找續。 - 每位成人乘客可免費攜帶最多兩名4歲以下而不佔座位的兒童乘客乘車，超額之4歲以下小童必須繳付小童車費乘車。 - 持有「九巴月票」之乘客在車票有效期內，每日可享最多10程任何九龍巴士及龍運巴士路線（包括本路線，以及聯營路線的九龍巴士／龍運巴士提供的班次；惟乘搭機場「A」及「NA」線則可享原價二七折優惠（不會計算每天10次合資格車程））；而B1線則每日可享最多各2程（不會計算每天10次合資格車程）。 - 九龍巴士、城巴、龍運巴士及陽光巴士全職員工及家屬（不包括外判職員）可免費乘搭本路線，惟必須拍職員或職員家屬八達通。 - 乘客亦可透過多元化電子支付系統（e度嘟）繳付車資，包括使用非接觸式VISA卡、JCB卡、萬事達卡、銀聯卡、美國運通、大來國際、Discover Card、Apple Pay、Google Pay、Samsung Pay、AlipayHK「易乘碼」、支付寶、WeChatHK／微信支付「搭車碼」、銀聯雲閃付「乘車碼」及BOC Pay「乘車碼」。乘客使用此付款方式，使用此支付方式的乘客可享有中途下車之分段收費，以及與其他九巴／龍運獨營路線或聯營線九巴／龍運班次之轉乘優惠，惟不適用於與非九巴／龍運路線之轉乘優惠，亦不能享有「公共交通費用補貼計劃」及「長者及合資格殘疾人士公共交通票價優惠計劃」。 |

### 八達通轉乘優惠
使用八達通卡乘搭此路線往港島方向之乘客，若於登車後150分鐘內在東區海底隧道巴士轉乘站以同一張八達通卡轉乘下列路線往港島，第二程成人票價可減收$5.0，小童／長者票價減收$2.5：
| 東隧轉乘優惠計劃路線列表 | 東隧轉乘優惠計劃路線列表 | 東隧轉乘優惠計劃路線列表 | 東隧轉乘優惠計劃路線列表 |
| 巴士公司                 | 轉乘路線                 | 出發地                   | 目的地                   |
| ------------------------ | ------------------------ | ------------------------ | ------------------------ |
| 城巴、九巴               | 302                      | 慈雲山（北）             | 上環                     |
| 城巴、九巴               | 302A                     | 慈雲山（北）             | 北角（健康村）           |
| 城巴、九巴               | 307                      | 大埔中心                 | 中環碼頭                 |
| 城巴、九巴               | 307A                     | 大埔頭                   | 上環                     |
| 城巴、九巴               | 307P                     | 大埔（汀太路）           | 天后站                   |
| 九巴                     | 373                      | 聯和墟                   | 中環（香港站）           |
| 城巴、九巴               | 601                      | 寶達                     | 金鐘（東）               |
| 城巴、九巴               | 601P                     | 寶達                     | 上環                     |
| 九巴                     | 603                      | 平田                     | 中環碼頭                 |
| 九巴                     | 603A                     | 平田                     | 中環                     |
| 九巴                     | 603S                     | 平田                     | 中環                     |
| 城巴、九巴               | 606                      | 彩雲（豐盛街）           | 小西灣（藍灣半島）       |
| 城巴、九巴               | 606A                     | 彩雲（豐盛街）           | 耀東邨                   |
| 城巴、九巴               | 606X                     | 九龍灣                   | 小西灣（藍灣半島）       |
| 城巴                     | 608                      | 九龍城（盛德街）         | 筲箕灣                   |
| 九巴                     | 613                      | 安泰（西）               | 筲箕灣                   |
| 九巴                     | 613A                     | 安泰（西）               | 杏花邨                   |
| 城巴、九巴               | 619                      | 順利                     | 中環（港澳碼頭）         |
| 城巴、九巴               | 619P                     | 順利                     | 中環（港澳碼頭）         |
| 城巴、九巴               | 641                      | 啟業                     | 中環（港澳碼頭）         |
| 城巴、九巴               | 671                      | 鑽石山站                 | 鴨脷洲（利樂街）         |
| 九巴                     | 673                      | 上水                     | 中環（香港站）           |
| 九巴                     | 673A                     | 上水                     | 中環（林士街）           |
| 九巴                     | 673P                     | 上水                     | 中環（林士街）           |
| 城巴、九巴               | 678                      | 上水                     | 銅鑼灣（東院道）         |
| 城巴、九巴               | 680                      | 利安                     | 金鐘（東）               |
| 城巴、九巴               | 680B                     | 富安花園                 | 金鐘（東）               |
| 城巴、九巴               | 680P                     | 烏溪沙站                 | 金鐘（東）               |
| 城巴、九巴               | 680X                     | 烏溪沙站                 | 中環（港澳碼頭）         |
| 城巴、九巴               | 681                      | 馬鞍山市中心             | 中環（香港站）           |
| 城巴、九巴               | 681P                     | 耀安                     | 上環                     |
| 城巴                     | 682                      | 烏溪沙站                 | 柴灣（東）               |
| 城巴                     | 682A                     | 馬鞍山市中心             | 柴灣（東）               |
| 城巴                     | 682B                     | 沙田（水泉澳邨）         | 柴灣（東）               |
| 城巴                     | 682P                     | 烏溪沙站                 | 柴灣（東）               |
| 城巴、九巴               | 690                      | 康盛花園                 | 中環（交易廣場）         |
| 城巴、九巴               | 690P                     | 康盛花園                 | 中環（交易廣場）         |
| 城巴                     | 694                      | 調景嶺站                 | 小西灣邨                 |

乘客登上本線後150分鐘內以同一張八達通卡轉乘以下路線，或從以下路線登車後150分鐘內以同一張八達通卡轉乘本線，次程可獲車資折扣優惠︰
613←→603(P/S)，本路線車資全免
- 613往筲箕灣 → 603(S)往中環
- 603(P)往平田 → 613往安泰西
- 603(S)往中環 → 613往筲箕灣
- 613往安泰西 → 603(P)往平田

613←→373或673
- 613往筲箕灣 → 373或673往中環，次程可獲$7.5折扣優惠
- 373或673往上水 → 613往安泰西，本線車資全免
- 373或673往中環 → 613往筲箕灣，本線車資全免
- 613往安泰西 → 373或673往上水，本線車資全免

613←→13M、16M或98A
- 13M、16M或98A任何方向→ 613往筲箕灣，回贈首程車資
- 613往安泰西 → 13M、16M或98A任何方向，次程車資全免

613 ↔ 14S，次程可獲$1折扣優惠
- 613任何方向 → 14S往將軍澳華人永遠墳場
- 14S往油塘 → 613任何方向

## 使用車輛
儘管本線不經低排放區，但標書要求本線必須使用歐盟5型或以上排放標準車輛行走，所以仍有一定的用車限制。
本線使用5輛亞歷山大丹尼士Enviro 500 MMC 12米（ATENU）及5輛富豪B9TL 12米（AVBWU）雙層空調巴士，均屬九龍灣車廠。
| 車隊編號  | 車牌   |
| --------- | ------ |
| ATENU286  | ST4644 |
| ATENU741  | TS2137 |
| ATENU1069 | UD6159 |
| ATENU1078 | UD6284 |
| ATENU1155 | UH8490 |
| AVBWU581  | UX2544 |
| AVBWU641  | VA 185 |
| AVBWU642  | VA 221 |
| AVBWU659  | VA6734 |
| AVBWU733  | VE2508 |

## 行車路線
613
安泰（西）開經：安茵街、安秀道、寶琳路、秀茂坪道、秀明道、曉光街、秀茂坪道、連德道、碧雲道、高超道、鯉魚門道、東區海底隧道、東區走廊、民康街、英皇道、筲箕灣道、愛秩序街及南安街。
筲箕灣開經：未命名道路、南安里、筲箕灣道、英皇道、康山道、英皇道、健康西街、七姊妹道、電照街、渣華道、民康街、東區走廊、東區海底隧道、鯉魚門道、高超道、碧雲道、連德道、秀茂坪道、寶琳路、安秀道、安翠街、安秀道及安茵街。
613A
安泰（西）開：安茵街、安秀道、寶琳路、秀茂坪道、秀明道、曉光街、秀茂坪道、將軍澳道、鯉魚門道、東區海底隧道、東區走廊、民康街、英皇道、筲箕灣道、柴灣道、小西灣道、富欣道、小西灣道、新業街、柴灣道、永泰道、翠灣街、順泰道及盛泰道。
杏花邨開經：盛泰道、永泰道、柴灣道、新業街、小西灣道、富欣道、小西灣道、柴灣道、筲箕灣道、英皇道、康山道、英皇道、健康西街、七姊妹道、電照街、渣華道、民康街、東區走廊、東區海底隧道、鯉魚門道、將軍澳道、秀茂坪道、曉光街、秀明道、秀茂坪道、寶琳路、安秀道、安翠街、安秀道及安茵街。

### 沿線車站

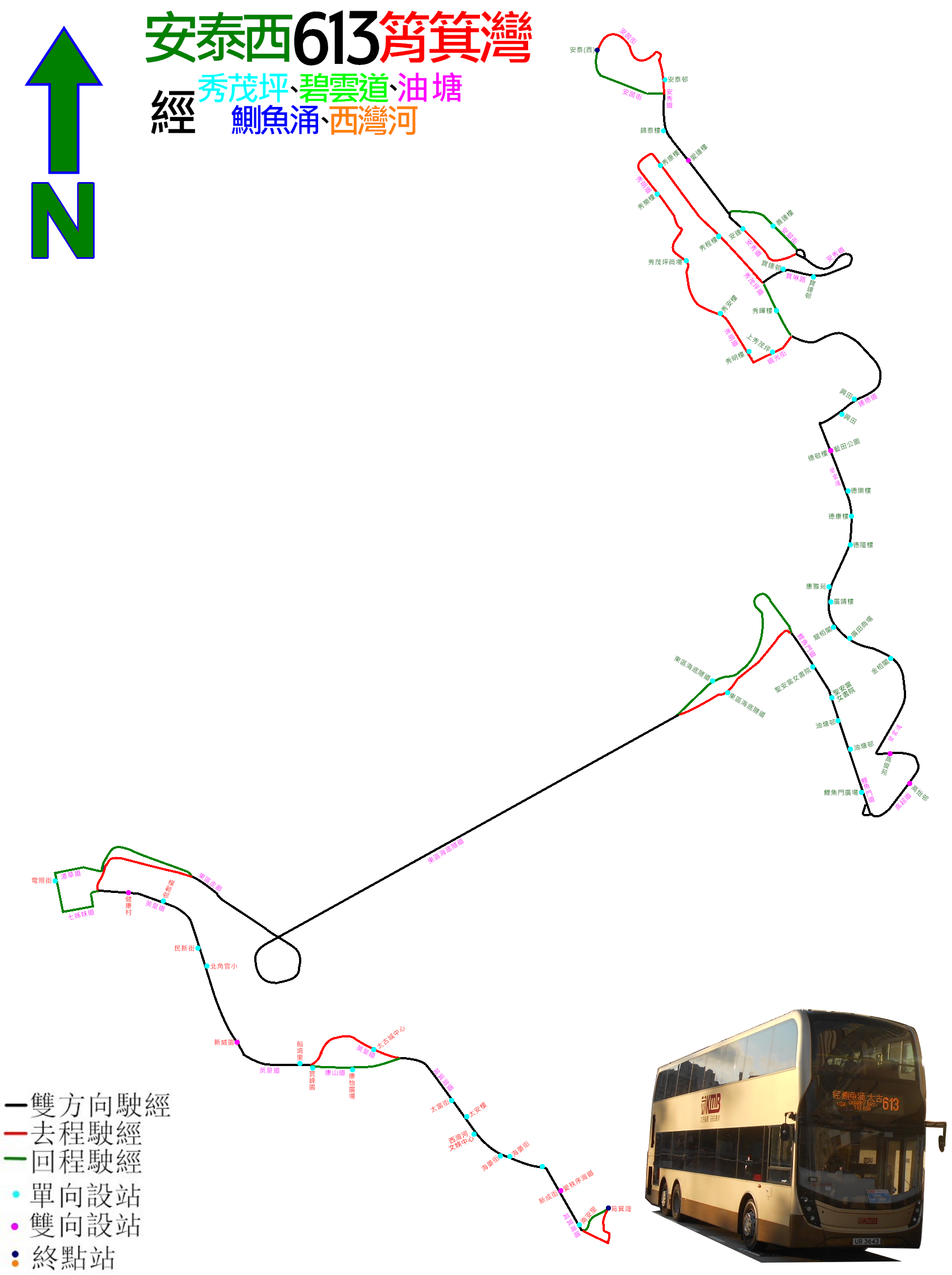
613線的走線圖

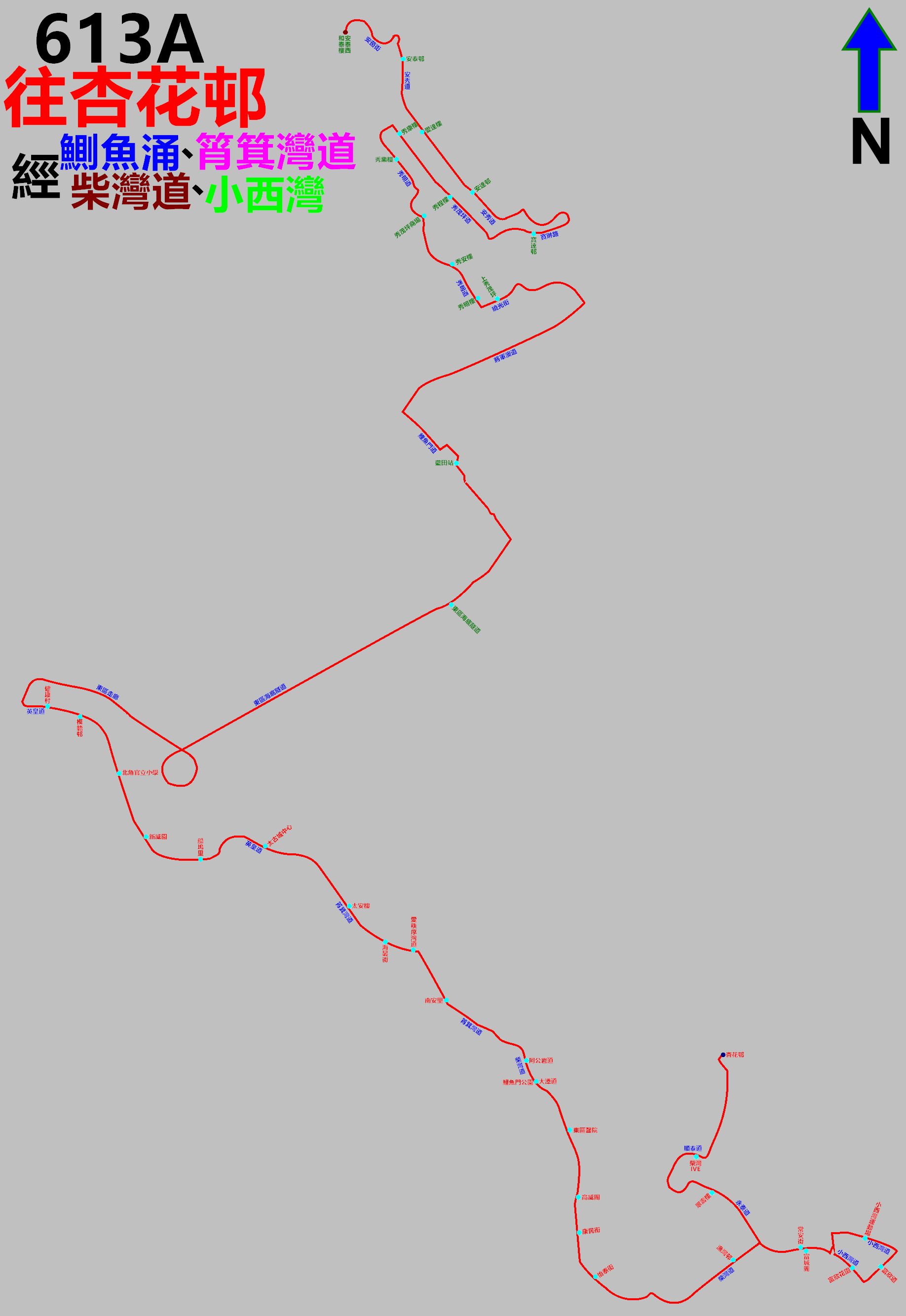
613A線的走線圖

613
| 安泰（西）開 | 安泰（西）開       | 安泰（西）開   | 筲箕灣開 | 筲箕灣開           | 筲箕灣開       |
| 序號         | 車站名稱           | 位置           | 序號     | 車站名稱           | 位置           |
| ------------ | ------------------ | -------------- | -------- | ------------------ | -------------- |
| 1            | 安泰（西）         | 安茵街         | 1        | 筲箕灣巴士總站     | 筲箕灣巴士總站 |
| 2            | 安泰邨             | 安秀道         | 2        | 新成街             | 筲箕灣道       |
| 3            | 安達邨愛達樓       | 安秀道         | 3        | 海晏街             | 筲箕灣道       |
| 4            | 安達邨             | 安秀道         | 4        | 西灣河文娛中心     | 筲箕灣道       |
| 5            | 寶達邨轉車站（H2） | 寶琳路         | 5        | 太富街             | 筲箕灣道       |
| 6            | 秀茂坪邨秀程樓     | 秀茂坪道       | 6        | 康怡廣場           | 康山道         |
| 7            | 秀茂坪邨秀康樓     | 秀茂坪道       | 7        | 寶峰園             | 英皇道         |
| 8            | 秀茂坪邨秀樂樓     | 秀明道         | 8        | 太古坊             | 英皇道         |
| 9            | 秀茂坪商場         | 秀明道         | 9        | 民新街             | 英皇道         |
| 10           | 秀茂坪邨秀安樓     | 秀明道         | 10       | 健康村             | 英皇道         |
| 11           | 秀茂坪邨秀明樓     | 秀明道         | 11       | 電照街             | 電照街         |
| 12           | 上秀茂坪           | 曉光街         | 12       | 東隧轉車站（L1）   | 東區海底隧道   |
| 13           | 興田               | 連德道         | 13       | 聖安當女書院       | 鯉魚門道       |
| 14           | 藍田公園           | 碧雲道         | 14       | 油塘邨             | 鯉魚門道       |
| 15           | 德田邨德樂樓       | 碧雲道         | 15       | 高怡邨             | 高超道         |
| 16           | 德田邨德隆樓       | 碧雲道         | 16       | 高俊苑             | 高超道         |
| 17           | 廣田邨廣靖樓       | 碧雲道         | 17       | 康栢苑金栢閣       | 碧雲道         |
| 18           | 廣田商場           | 碧雲道         | 18       | 康栢苑龍栢閣       | 碧雲道         |
| 19           | 高俊苑             | 高超道         | 19       | 康雅苑             | 碧雲道         |
| 20           | 高怡邨             | 高超道         | 20       | 德田邨德康樓       | 碧雲道         |
| 21           | 鯉魚門廣場         | 鯉魚門道       | 21       | 德田邨德敬樓       | 碧雲道         |
| 22           | 油塘邨             | 鯉魚門道       | 22       | 興田               | 連德道         |
| 23           | 聖安當女書院       | 鯉魚門道       | 23       | 秀茂坪邨秀暉樓     | 秀茂坪道       |
| 24           | 東隧轉車站（K1）   | 東區海底隧道   | 24       | 寶達邨轉車站（N2） | 寶琳路         |
| 25           | 健康村             | 英皇道         | 25       | 安達邨善達樓       | 安翠街         |
| 26           | 模範邨             | 英皇道         | 26       | 安達邨愛達樓       | 安秀道         |
| 27           | 北角官立小學       | 英皇道         | 27       | 安泰邨錦泰樓       | 安秀道         |
| 28           | 新威園             | 英皇道         | 28       | 安泰（西）         | 安茵街         |
| 29           | 船塢里             | 英皇道         |          |                    |                |
| 30           | 太古城中心         | 英皇道         |          |                    |                |
| 31           | 太安樓             | 筲箕灣道       |          |                    |                |
| 32           | 海晏街             | 筲箕灣道       |          |                    |                |
| 33           | 愛秩序灣道         | 筲箕灣道       |          |                    |                |
| 34           | 南安里             | 筲箕灣道       |          |                    |                |
| 35           | 筲箕灣巴士總站     | 筲箕灣巴士總站 |          |                    |                |

613A
| 安泰（西）開 | 安泰（西）開             | 安泰（西）開         | 杏花邨開 | 杏花邨開           | 杏花邨開             |
| 序號         | 車站名稱                 | 位置                 | 序號     | 車站名稱           | 位置                 |
| ------------ | ------------------------ | -------------------- | -------- | ------------------ | -------------------- |
| 1            | 安泰（西）               | 安茵街               | 1        | 杏花邨巴士總站     | 杏花邨公共運輸交匯處 |
| 2            | 安泰邨                   | 安秀道               | 2        | 杏花新城（東翼）   | 盛泰道               |
| 3            | 安達邨愛達樓             | 安秀道               | 3        | 城巴車廠           | 盛泰道               |
| 4            | 安達邨                   | 安秀道               | 4        | 柴灣工業城         | 永泰道               |
| 5            | 寶達邨轉車站（H2）       | 寶琳路               | 5        | 常安街             | 柴灣道               |
| 6            | 秀茂坪邨秀程樓           | 秀茂坪道             | 6        | 小西灣運動場       | 小西灣道             |
| 7            | 秀茂坪邨秀康樓           | 秀茂坪道             | 7        | 富欣道             | 富欣道               |
| 8            | 秀茂坪邨秀樂樓           | 秀明道               | 8        | 曉翠街             | 小西灣道             |
| 9            | 秀茂坪商場               | 秀明道               | 9        | 富城閣             | 柴灣道               |
| 10           | 秀茂坪邨秀安樓           | 秀明道               | 10       | 樂軒臺             | 柴灣道               |
| 11           | 秀茂坪邨秀明樓           | 秀明道               | 11       | 環翠商場           | 柴灣道               |
| 12           | 上秀茂坪                 | 曉光街               | 12       | 興華邨裕興樓       | 柴灣道               |
| 13           | 藍田站                   | 藍田公共運輸交匯處   | 13       | 天主教海星堂       | 柴灣道               |
| 14           | 東隧轉車站（K1）         | 東區海底隧道         | 14       | 興民邨             | 柴灣道               |
| 15           | 健康邨                   | 英皇道               | 15       | 山翠苑             | 柴灣道               |
| 16           | 模範邨                   | 英皇道               | 16       | 筲箕灣東官立中學   | 柴灣道               |
| 17           | 北角官立小學             | 英皇道               | 17       | 阿公岩道           | 柴灣道               |
| 18           | 新威園                   | 英皇道               | 18       | 南安里             | 筲箕灣道             |
| 19           | 船塢里                   | 英皇道               | 19       | 新成街             | 筲箕灣道             |
| 20           | 太古城中心               | 英皇道               | 20       | 海晏街             | 筲箕灣道             |
| 21           | 太安樓                   | 筲箕灣道             | 21       | 西灣河文娛中心     | 筲箕灣道             |
| 22           | 海晏街                   | 筲箕灣道             | 22       | 太富街             | 筲箕灣道             |
| 23           | 愛秩序灣道               | 筲箕灣道             | 23       | 康怡廣場           | 康山道               |
| 24           | 南安里                   | 筲箕灣道             | 24       | 寶峰園             | 英皇道               |
| 25           | 阿公岩道                 | 柴灣道               | 25       | 太古坊             | 英皇道               |
| 26           | 鯉魚門公園               | 柴灣道               | 26       | 民新街             | 英皇道               |
| 27           | 大潭道                   | 柴灣道               | 27       | 健康村             | 英皇道               |
| 28           | 東區醫院                 | 柴灣道               | 28       | 電照街             | 電照街               |
| 29           | 高威閣                   | 柴灣道               | 29       | 東隧轉車站（L1）   | 東區海底隧道         |
| 30           | 康民街                   | 柴灣道               | 30       | 藍田站             | 鯉魚門道             |
| 31           | 怡泰街                   | 柴灣道               | 31       | 觀塘警署（Q1）     | 將軍澳道             |
| 32           | 漁灣邨                   | 柴灣道               | 32       | 上秀茂坪           | 曉光街               |
| 33           | 常安街                   | 柴灣道               | 33       | 秀茂坪邨秀明樓     | 秀明道               |
| 34           | 富欣花園                 | 小西灣道             | 34       | 秀茂坪邨秀富樓     | 秀明道               |
| 35           | 富欣道                   | 富欣道               | 35       | 秀茂坪商場         | 秀明道               |
| 36           | 小西灣運動場             | 小西灣道             | 36       | 秀茂坪邨秀樂樓     | 秀明道               |
| 37           | 富城閣                   | 柴灣道               | 37       | 秀茂坪邨秀康樓     | 秀茂坪道             |
| 38           | 翠灣邨翠壽樓             | 永泰道               | 38       | 秀茂坪邨秀程樓     | 秀茂坪道             |
| 39           | 香港專業教育學院柴灣分校 | 順泰道               | 39       | 寶達邨轉車站（N2） | 寶琳路               |
| 40           | 杏花邨巴士總站           | 杏花邨公共運輸交匯處 | 40       | 安達邨善達樓       | 安翠街               |
|              |                          |                      | 41       | 安泰邨愛達樓       | 安秀道               |
| 42           | 安達邨錦泰樓             |                      |          |                    | 安秀道               |
| 43           | 安泰（西）               | 安茵街               |          |                    |                      |

## 使用狀況
613線為安達臣道發展區、寶達邨、秀茂坪、藍田北最直接前往港島東的交通方法，而且居於翠林邨及康盛花園的將軍澳居民可以通過使用98A的轉乘優惠轉乘本線前往港島東，所需收費和時間與乘搭港鐵相若，亦免卻長距離轉乘或長距離出站，故於繁忙時間經常客滿，非繁忙時間因需求問題客量則較為遜色。

## 路線紀錄
1. 安達臣道發展區首條專營過海巴士路線。
2. 高超道及碧雲道首條來往天后以東的東區地方的全日專營過海巴士路線。
3. 寶達邨及秀茂坪首條來往鰂魚涌及以東地方的全日專營過海巴士路線。
4. 九巴首條服務西灣河和筲箕灣的獨營過海巴士路線[11]。
5. 繼603線、693線（已取消）及673線後九巴第四條獨營全日東隧過海巴士路線。
6. 613A線為杏花邨首條東隧專營過海巴士路線（第二條為608P線）。
7. 613A線為九巴首條服務柴灣、小西灣及杏花邨的獨營過海路線。

## 外部連結
- 《安達臣道公共房屋發展計劃公共運輸服務的建議安排》，觀塘區議會交通及運輸委員會文件08/2015號
- 681巴士總站－過海隧道巴士613線 （页面存档备份，存于）
- 九巴613線官方網站路線資料 （页面存档备份，存于）
- 香港巴士大典上的相关条目：過海隧巴613線
- 香港巴士大典上的相关条目：過海隧巴613A線